# Pino Camilleri
Pour les articles homonymes, voir Camilleri.
Pino Camilleri (né le 20 septembre 1918 à Naro, dans la province d'Agrigente, en Sicile et mort le 28 juin 1946 dans la même ville) est un homme politique italien, maire socialiste de Naro, assassiné par la mafia.

## Biographie
Le 28 juin 1946, Pino Camilleri, qui était reconnu comme un leader paysan dans une vaste région à cheval sur les provinces de Caltanissetta et d'Agrigente, fut abattu, à 27 ans seulement, d'un coup de fusil tandis qu'il chevauchait depuis Riesi en direction de la zone contestée de Deliella, âprement disputée entre les paysans et les gabelloti (it) (propriétaires fonciers).

## Source de traduction
- (it) Cet article est partiellement ou en totalité issu de l’article de Wikipédia en italien intitulé « Pino Camilleri » (voir la liste des auteurs).